# Äiteke Bi (Qysylorda)
Äiteke Bi (kasachisch Әйтеке би, russisch Айтеке би Aiteke bi; bis 1996 Новоказалинск Nowokasalinsk) ist ein Ort im Gebiet Qysylorda im Süden Kasachstans.

## Geografie
Äiteke Bi ist eine Siedlung im Gebiet Qysylorda im Südwesten Kasachstans. Der Ort ist das Verwaltungszentrum des Bezirks Qasaly und liegt rund 280 Kilometer nordwestlich von Qysylorda. Südlich durchfließt der Syrdarja die Region, dessen Wasser durch zahlreiche Kanäle zur Bewässerung landwirtschaftlicher Flächen genutzt wird.

## Geschichte
Die Entstehung von Äiteke Bi ist verbunden mit dem Bau der Trans-Aral-Eisenbahn Anfang des 20. Jahrhunderts, deren Strecke Orenburg und Taschkent verbinden sollte. Zunächst befand sich hier nur der Bahnhof des zwölf Kilometer entfernten Fischerdorfes Kasalinsk. Am Bahnhof wurde der Fisch, der im Aralsee gefangen wurde, in andere Regionen des Russischen Reiches transportiert. Am Bahnhof gab schließlich Betriebe zur Verarbeitung von Fisch und mit der Zeit entstand im Jahr 1904 rund um den Bahnhof ein eigener Ort mit dem Namen Nowokasalinsk (Новоказалинск).
Seit 1958 ist der Ort das Verwaltungszentrum des Bezirks Qasaly, zuvor war dies die gleichnamige Stadt Qasaly gewesen. Nach der Unabhängigkeit Kasachstans wurde der Ort 1996 zu Ehren von Äiteke Bi nach ihm benannt.

## Bevölkerung
Die Volkszählung 1999 ergab für den Ort eine Bevölkerung von 33.441 Menschen. Bei der Volkszählung im Jahr 2009 hatte Äiteke Bi 38.046 Einwohner. Bei der letzten Volkszählung 2021 lebten 44.502 Menschen in Äiteke Bi. Zum 1. Januar 2025 ergab die Fortschreibung der Bevölkerungszahlen eine Einwohnerzahl von 46.461 Menschen.
| Einwohnerentwicklung               | Einwohnerentwicklung | Einwohnerentwicklung | Einwohnerentwicklung | Einwohnerentwicklung | Einwohnerentwicklung | Einwohnerentwicklung | Einwohnerentwicklung |
| 1939                               | 1959                 | 1970                 | 1979                 | 1989                 | 1999                 | 2009                 | 2021                 |
| ---------------------------------- | -------------------- | -------------------- | -------------------- | -------------------- | -------------------- | -------------------- | -------------------- |
| 16.309                             | 19.499               | 34.815               | 41.565               | 32.059               | 33.441               | 38.046               | 44.502               |
| Anmerkung: Volkszählungsergebnisse |                      |                      |                      |                      |                      |                      |                      |

## Wirtschaft und Verkehr

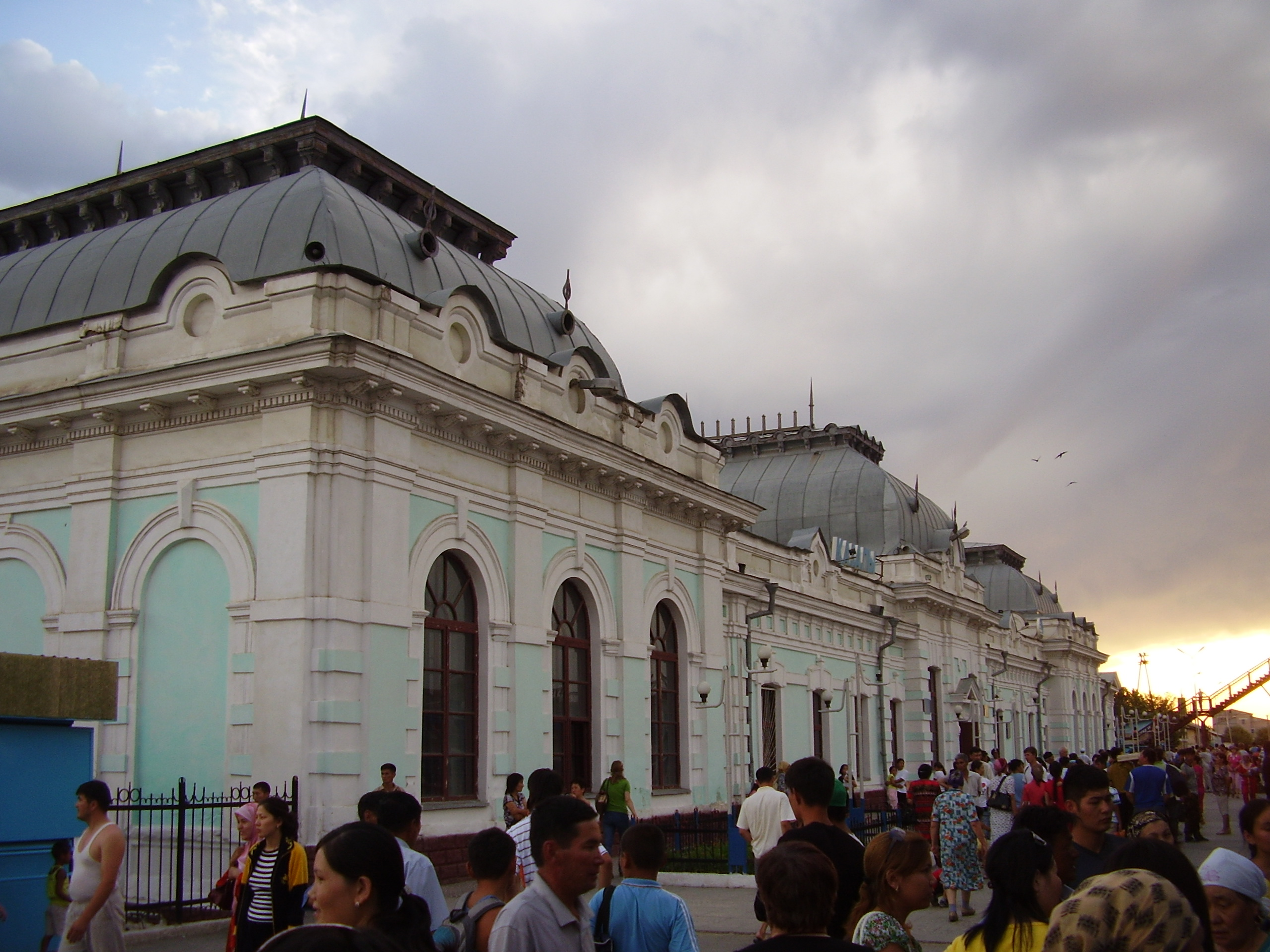
Bahnhofsgebäude in Äiteke Bi

Nordöstlich des Ortes verläuft die Schnellstraße M32, die in nördlicher Richtung weiter nach Aqtöbe und Oral zur russischen Grenze führt und weiter in Richtung Süden nach Türkistan und Schymkent verläuft. Die Straße ist zugleich die E38 im Europastraßen-Netzwerk. Durch Äiteke Bi verläuft die Strecke der Trans-Aral-Eisenbahn, im Zentrum des Ortes liegt der Bahnhof Kasalinsk. Es gibt im Ort ein Eisenbahnunternehmen und viele Betriebe, die damit in Zusammenhang stehen, wie etwa einen Betrieb zur Reparatur von Lokomotiven und Waggons.